# Comitas eurina
Comitas eurina é uma espécie de gastrópode do gênero Comitas, pertencente a família Pseudomelatomidae.